# Simira rubescens
Simira rubescens là một loài thực vật có hoa trong họ Thiến thảo. Loài này được (Benth.) Bremek. ex Steyerm. miêu tả khoa học đầu tiên năm 1972.